# Martina Voss-Tecklenburg
Martina Voss-Tecklenburg (født Martina Voss; 22. december 1967) er en tidligere kvindelig tysk fodboldspiller, der repræsenterede Tyskland fra 1984 til 2000. Hun er pt. landstræner for Tysklands kvindefodboldlandshold, siden 2017. Hun har tidligere trænet FCR 2001 Duisburg, FF USV Jena og Schweiz' kvindefodboldlandshold.
Hun har deltaget ved tre verdensmesterskaber (1991, 1995, 1999), Sommer-OL 1996 i Atlanta og hele fem europamesterskaber (1989, 1991, 1993, 1995, 1997).